# Paisagem Protegida da Serra do Açor
A Área de Paisagem Protegida da Serra do Açor é uma área protegida com 382 hectares situada na serra do Açor, Portugal. Possui dois sítios de especial interesse: a Mata da Margaraça e a Fraga da Pena.
A Mata da Margaraça apresenta uma amostra rara da vegetação natural das encostas xistosas do centro de Portugal, tal como há séculos. Além da componente geológica, os diferentes habitats que possui permitem o crescimento de comunidades muito diversificadas, como fungos e briófitos
A Fraga da Pena resulta de um acidente geológico que origina um conjunto de várias quedas d'água ao longo de um curso de água permanente, tornando-se um local de grande importância paisagística e conservando ainda alguns exemplares antigos de carvalho-alvarinho, azereiro, azevinho, castanheiro e aderno.